# 東条義武
東条 義武（とうじょう よしたけ）は、江戸時代中期の旗本。吉良義央の弟が立てた東条家を継いだ。

## 生涯
旗本柘植兄正の三男として生まれ、吉良義央の弟東条義叔の養子となった。義叔の継嗣であった東条冬貞（義叔の実弟）が元禄17年（1704年）に死去したためである。義武の実母は荒川定昭の娘であるが、荒川氏は吉良氏の支流であり、義叔と義武の母がまたいとこという関係にある。
宝永6年（1709年）3月12日、家督を相続する。同年4月18日に初めて将軍徳川家宣に拝謁したが、生涯小普請（無役の旗本）だった。享保7年12月14日（1723年）に死去した。吉良家の菩提寺万昌院に葬られた。
妻は立花種澄の娘。家督は養子の義孚が継ぎ、吉良の家名を復興させることになる。